# Asprocottus pulcher
Asprocottus pulcher är en fiskart som beskrevs av Taliev, 1955. Asprocottus pulcher ingår i släktet Asprocottus och familjen Abyssocottidae. Inga underarter finns listade.